# Lijevi Štefanki
Lijevi Štefanki är en ort i Kroatien.   Den ligger i länet Zagrebs län, i den centrala delen av landet, 30 km söder om huvudstaden Zagreb. Lijevi Štefanki ligger 105 meter över havet och antalet invånare är 222.
Terrängen runt Lijevi Štefanki är huvudsakligen platt. Lijevi Štefanki ligger nere i en dal. Runt Lijevi Štefanki är det glesbefolkat, med 12 invånare per kvadratkilometer. Närmaste större samhälle är Gvozd, 18,9 km söder om Lijevi Štefanki. I omgivningarna runt Lijevi Štefanki växer i huvudsak lövfällande lövskog.